# Mascoutah (Illinois)
Mascoutah – miasto w Stanach Zjednoczonych, w stanie Illinois, w hrabstwie St. Clair.